# أرنولد روس
أرنولد أفرايم روس (بالإنجليزية: Arnold Ephraim Ross)‏، هو عالم رياضياتي أمريكي، (ولد في 24 أغسطس 1906، توفي في 25 سبتمبر 2002).